# Szada
Szada är en ort i Ungern.   Den ligger i provinsen Pest, i den centrala delen av landet, 26 km nordost om huvudstaden Budapest. Szada ligger 247 meter över havet och antalet invånare är 3 370.
Terrängen runt Szada är huvudsakligen platt. Szada ligger uppe på en höjd. Runt Szada är det tätbefolkat, med 383 invånare per kvadratkilometer. Närmaste större samhälle är Budapest IV. kerület, 18,8 km väster om Szada. Trakten runt Szada består till största delen av jordbruksmark.